# Zsidákovics Mihály
Zsidákovics Mihály (Budapest, 1948. április 24. – 2022. február 13.) magyar amatőr festő és grafikus.

## Életútja, munkássága
Már 8-10 éves korában készített szénrajzokat, képregényrajzoló szeretett volna lenni. A képzőművészet iránti érdeklődését Rédey Tamás szobrászművész-rajztanár próbálta terelgetni. Kisplasztikájával díjat nyert egy centenáriumi kiállításon.
Hosszú évek kihagyása után kezdett újra festeni. Szeretett kísérletezni. Az olajfestés állt közel hozzá, saját útját járta. Sokféle technikát kipróbált, nem szerette korlátok közé szorítani alkotásait. Képeinek nagy része emberközpontú; a városok jelene, jövője és utópisztikus látomások.
2008-ban létrehozta a Network Amatőr Festők közösségét, amely 2009 óta Contemporary artists, fine artists címen futott a Facebookon teljesen amatőr alapon, anyagi támogatás, juttatások nélkül, önerőből működött. Fontos feladatának érezte a kortárs amatőr művészet népszerűsítését. Több kiállítást szervezett, ahol bemutatkozási lehetőséget kaptak amatőrjei. 2010 júliusában megrendezte Magyarország legnagyobb amatőr kiállítását, ahol 120 alkotó több mint 250 képe volt kiállítva.
Szervezett kiállítást fiatal művészeknek a Fővárosi Művelődési Házban, kamarakiállítást a Rózsa Művelődési Központban, csoportos részvételt az Art Feszten, valamint az Allee Centerben. Verőcén meghívást kapott kiállításokra, oda is meghívott társkiállítóként művészeket. Felkérték 2012–14-ben egy székelypálfalvi (Erdély) festőtábor művészeti vezetésére. 2016-ban a Király Klub Galériában, 2017-ben ugyanott és a Rátkai Márton Klubban szervezett havonta kiállításokat kortárs művészeknek.
A MAG (Mini Art Galéria) művészeti központ működtetésén dolgozott. Művészeti tanácsadóként közreműködött az Art Expo kiállításokon 2014–15-ben. 2009 óta közel 1000 kortársművésznek biztosított kiállítási lehetőséget saját szervezésben, a kiállítók részére költségmentesen.
2011-ben a Liszt Ferenc-emlékév alkalmából meghirdetett országos pályázaton díjazták a Bullfight című alkotását.
Publikált a Műértő művészeti folyóirat 2015. májusi számában.

## Kiállításai (válogatás)

### Egyéni (válogatás)
- 2012 • ColibriArtCafee Egymásra figyeltünk
- 2012 • Rét Galéria, Budapest Párisban járt az ősz
- 2012 • Ferdinánd Galéria, Budapest, Falk Miksa utca Divat az élet
- 2013 • Verőce, Művelődési Központ évadnyitó kiállítás
- 2013 • Puskin kávéház Letisztult színek és formák
- 2013 • Pécs, Origó ház Letisztult színek és formák
- 2013 • Kő-Tár-Lat Galéria Korlátok nélkül
- 2014 • Gyömrő, Hankó központ City
- 2014 • Kamara Galéria, Harmónia Szalon Letisztult Formák
- 2015 • R3 Galéria, Budapest City
- 2015 • Műterem Café, Budapest Ősz
- 2016 • Király Klub Galéria Évzáró
- 2017 • Rátkai Márton Klub Galéria (Urai Pál-terem) „Mi ketten” rendező, kiállító

### Csoportos (válogatás)
- 2010 • Karinthy Szalon 100 Festő 100 Képe Budapest országos csoportos kiállítás szervezője, rendezője, kiállító (árvízkárosultak megsegítése)
- 2010 • Rózsa Művelődési Központ Kamara kiállítás szervezője, rendezője, kiállító
- 2010 • FMH fiatal tehetségek kiállítása, szervező, rendező
- 2010 • Kasza Blanka Kultúrbisztró Bari Janó és barátai, csoportos kiállítás,
- 2011 • Karinthy Szalon 100 Festő 100 Képe Budapest országos csoportos kiállítás szervezője, rendezője, kiállító
- 2012 • Mag tanoda Papp Norbert festőművész kiállítása, szervező és rendező
- 2012 • Vaskapu Taverna „TavernaArt” Jámbor Mihály-Mónika és Zsidákovics Mihály festőművészek kiállítása
- 2012 • „Csepp a tengerben” Pszinapzis nemzetközi konferencia, meghívott kiállító
- 2012 • Colibri Art-Caffee Zsidákovics Mihály és barátai grafikai kiállítás , kiállító és szervező, rendező
- 2012 • Podmaniczky–Vigyázó kastély Budapest. Csoportos kiállítás, kiállító
- 2013 • Budapest Rét Galéria „Téli forgatag” csoportos kiállítás, szervező és kiállító
- 2013 • Vác Credo-ház csoportos kiállítás
- 2014 • Art Expo Hungary Budapest Vásárváros országos kiállítás, kiállító, szervező
- 2014 • Esztergom Comedium Corso Fesztival csoportos kiállítás szervező és kiállító
- 2014 • Budapest Corvin Művelődési Ház 100 Festő 100 Képe szervező és kiállító
- 2015 • Verőce Galéria 100 Festő 100 Képe (Napfény és Ecset) szervező és kiállító
- 2015 • Art Expo Hungary Budapest országos kiállítás, kiállító, szervező
- 2017 • Rátkai Márton Klub Galéria 100 Festő 100 Képe rendező

## Könyve
- Színekkel írva. Budapest: Aposztróf, cop. 2019 ISBN 978-615-5992-12-4

## Galéria

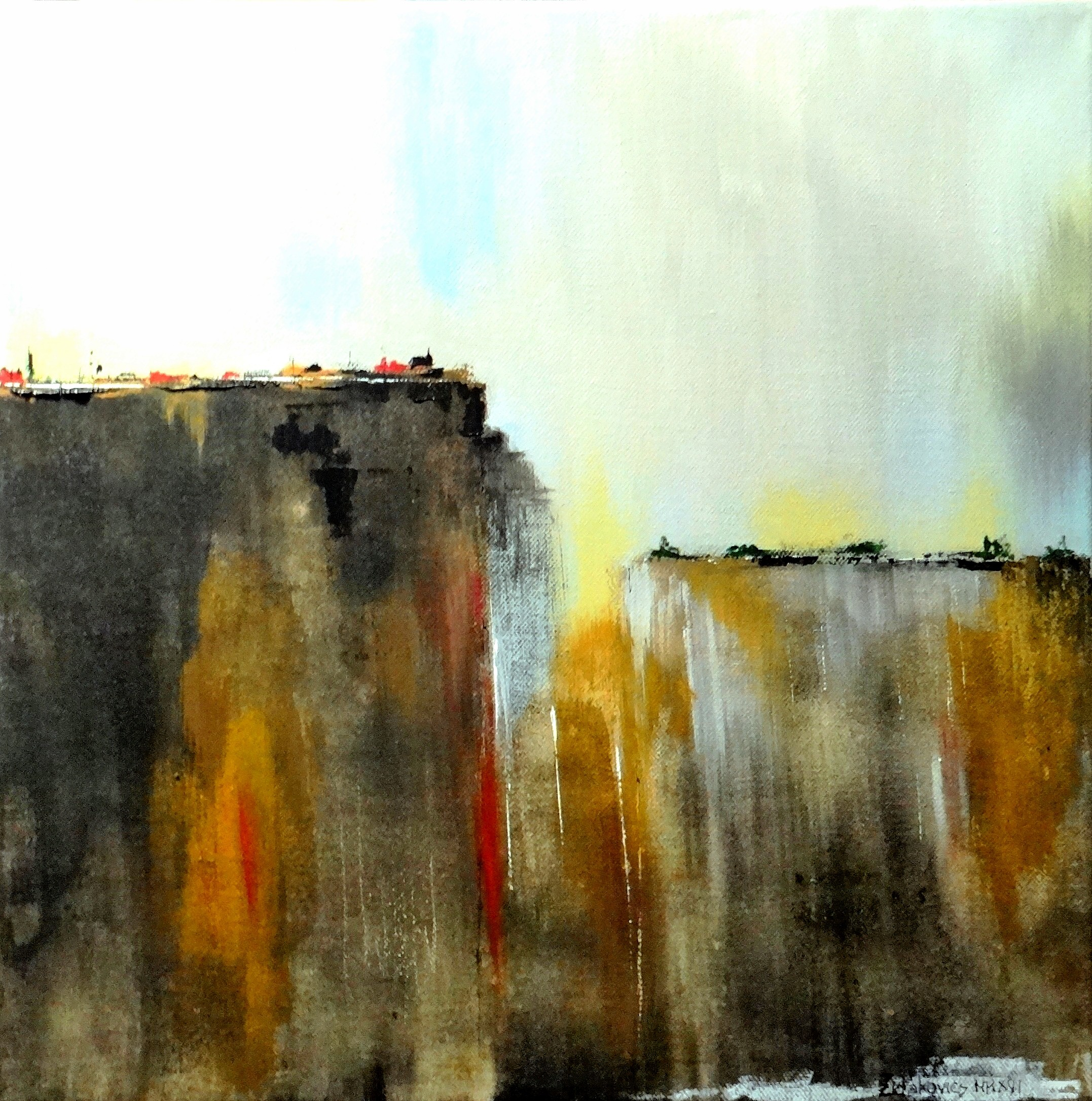
Horizont
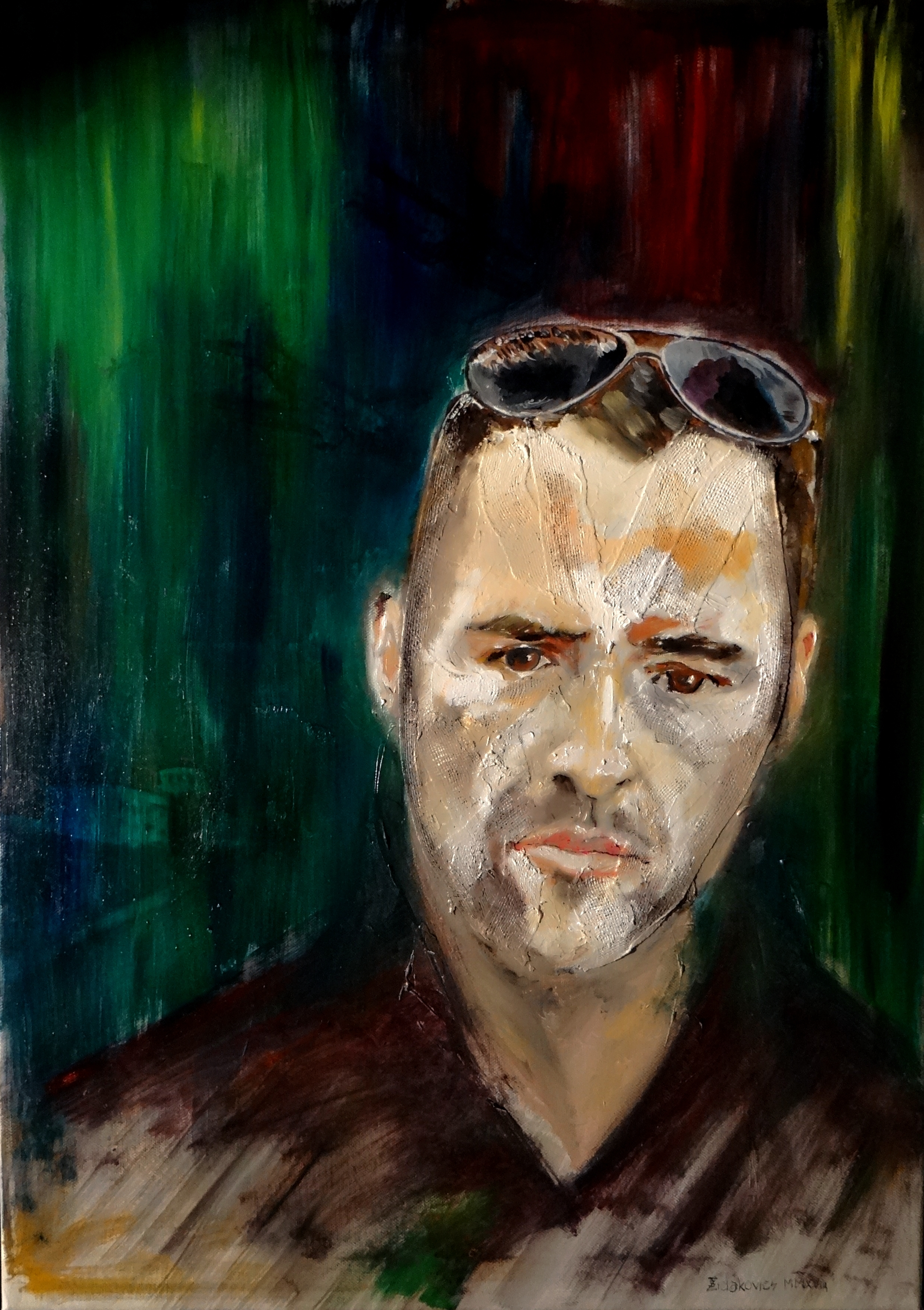
Junior
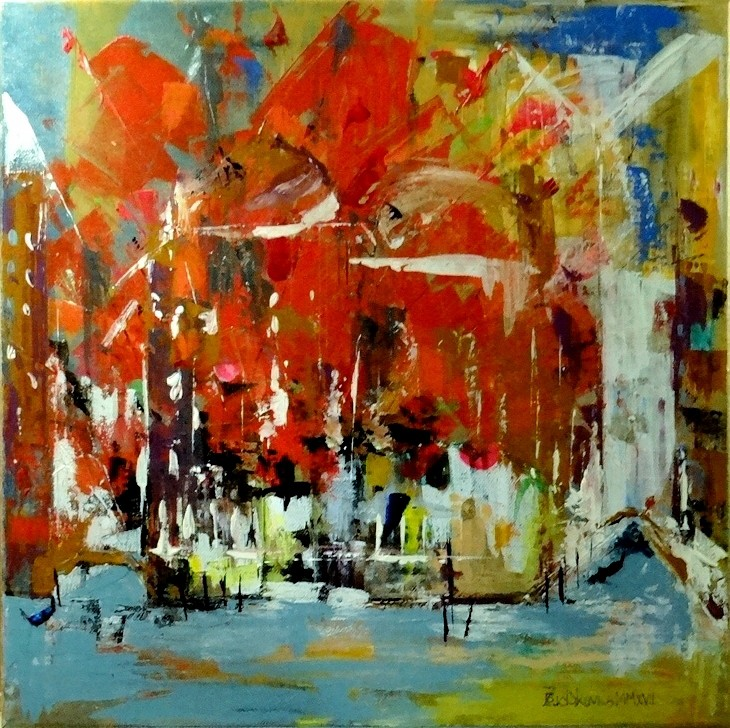
Laguna
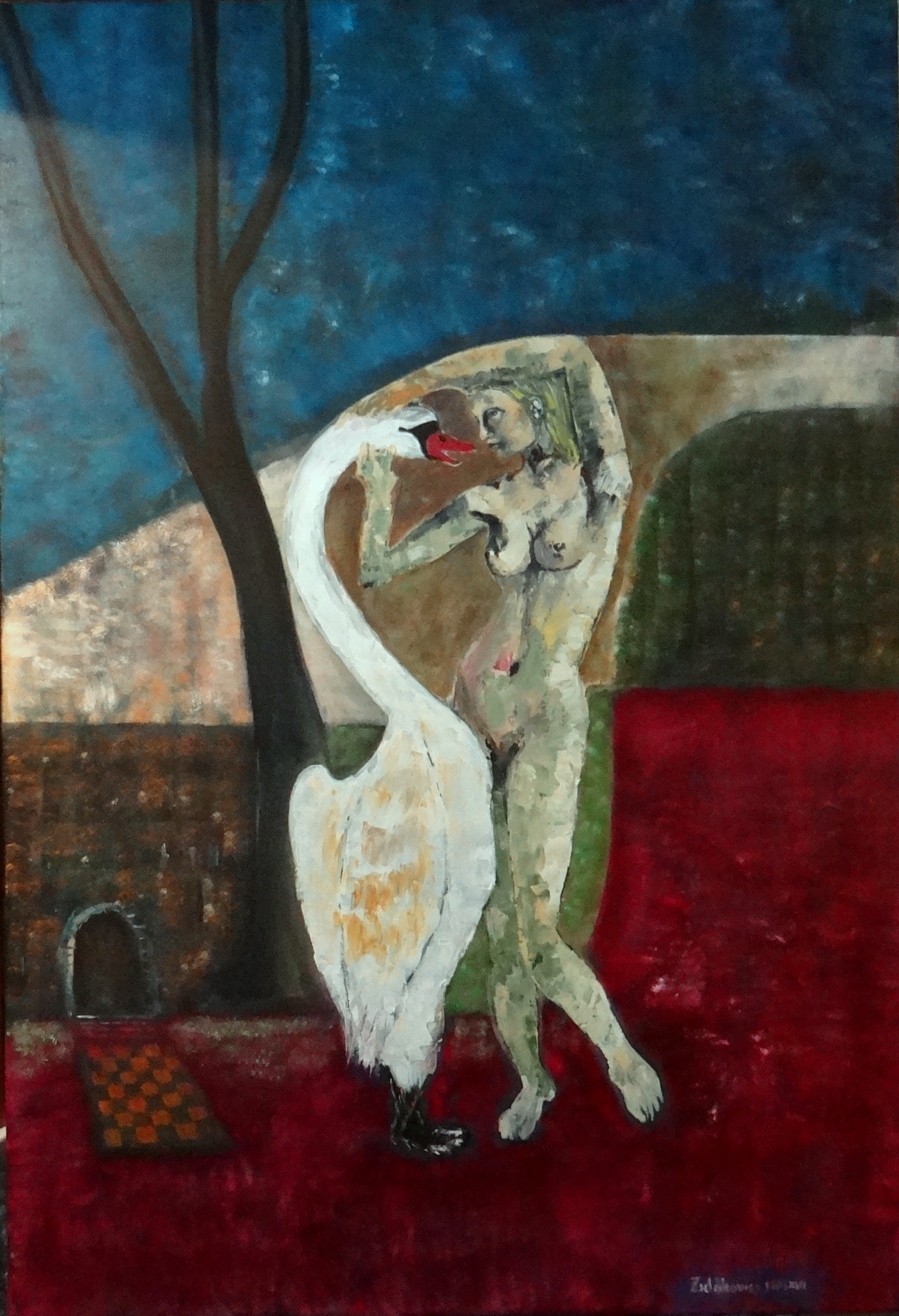
Lédalove
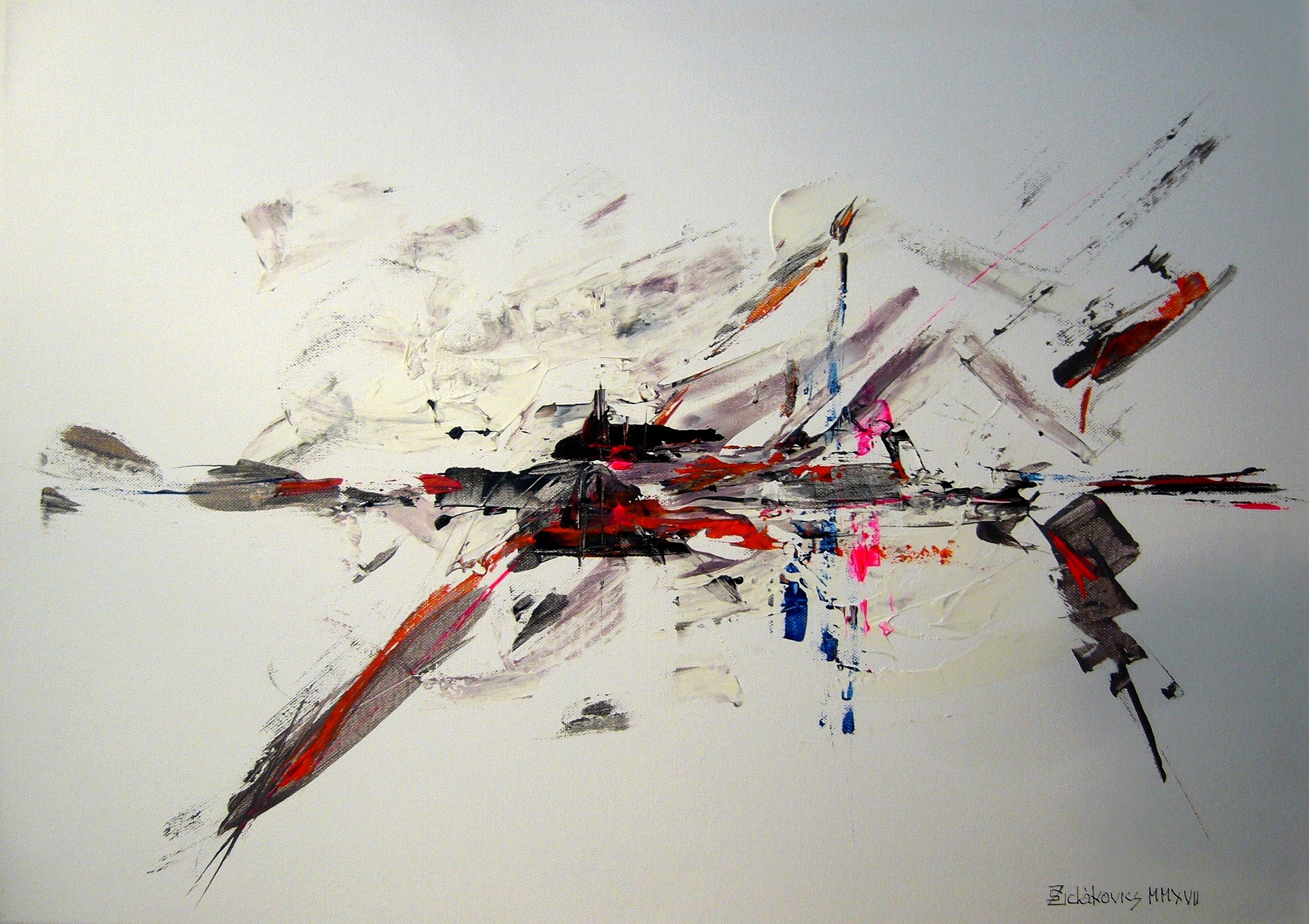
Minimális
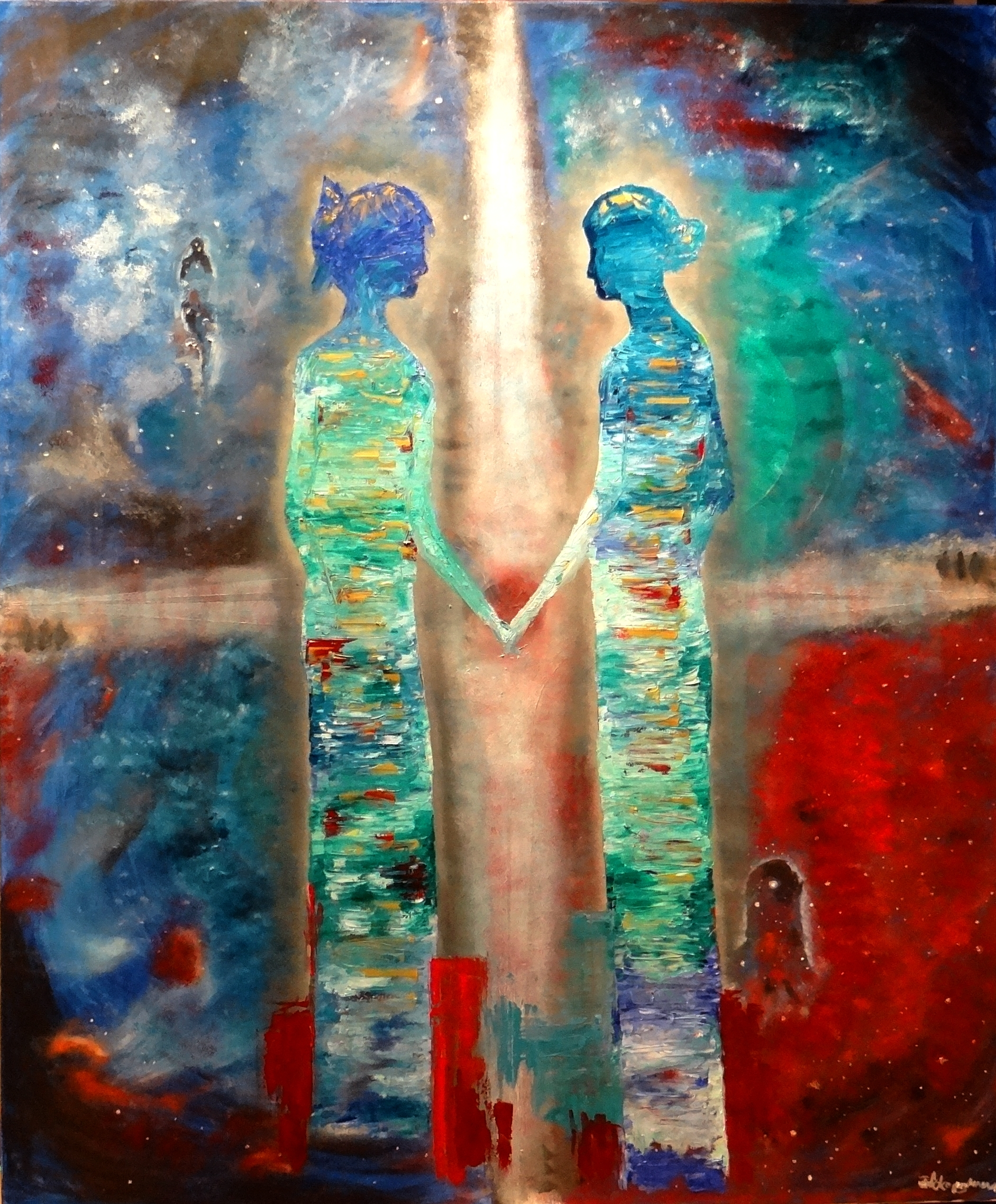
Párhuzamos
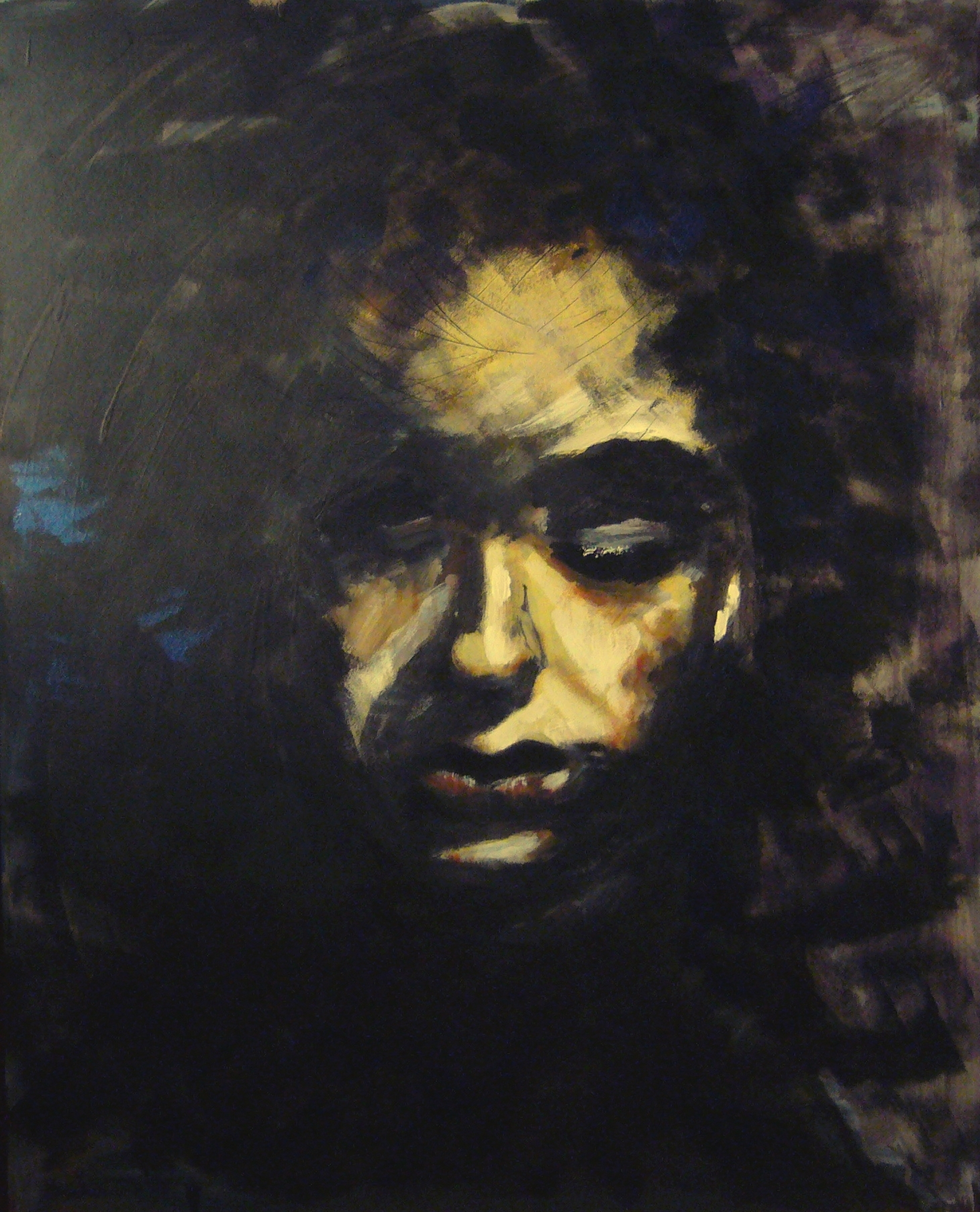
Sossanna